# Vlag van Dilsen-Stokkem
De vlag van Dilsen-Stokkem werd door de gemeenteraad op 8 juli 1987 officieel vastgesteld als de gemeentelijke vlag van de Belgisch Limburgse gemeente Dilsen-Stokkem. Op 17 november 1987 werd hij door het Bestuur van Vlaanderen bevestigd en uiteindelijk gepubliceerd op 16 september 1988 in het officiële Belgisch Staatsblad.
Officieel wordt de vlag beschreven als:
Vijf even hoge banen van geel en van rood.
De vlag is gelijk aan het wapenschild dat in het midden van het gemeentewapen is geplaatst.

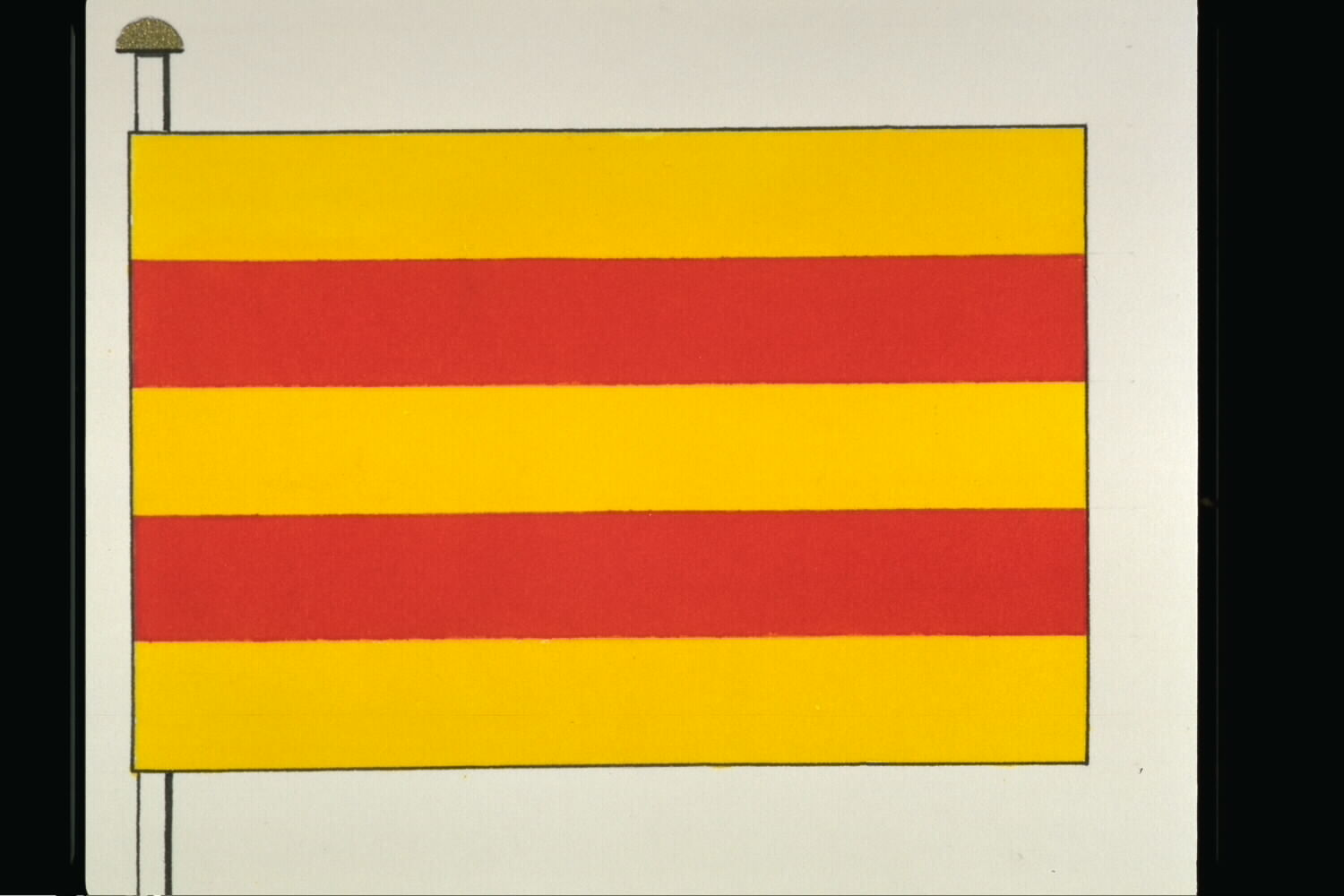
Officiële tekening van de vlag